# Matiri (Mbinga)
Matiri ist ein Verwaltungsbezirk (Ward) des Distrikts Mbinga in der tansanischen Region Ruvuma.

## Geografie
Matiri liegt im Südwesten von Tansania im Bergland zwischen der Regionshauptstadt Songea und dem Malawisee. Das Gebiet liegt größtenteils in über 1000 Meter Seehöhe, die höchsten Erhebungen sind bei 1800 Meter. Der Bezirk grenzt im Norden an Muungano, im Osten an Mhongozi, im Südosten an Kitumbalomo, im Süden an Linda und Ukata und im Westen an Ngumbo und Mbaha des Distrikts Nyasa. Bei der Volkszählung 2022 lebten 15.690 Menschen in 3879 Haushalten auf einer Fläche von 261 Quadratkilometern.

## Gliederung
Der Bezirk besteht aus drei Gemeinden (Mtaa) mit 26 Orten (Kitongoji):
| Matiri - Misheni - Mpungu - Ntesuka - Londoni - Lizaboni - Ligunga - Rahaleo - Luhanya | Kiyaha - Kihaya Shuleni - Ngeruka - Nalukengele - Mwembe - Halale - Ligunga Asili - Mikumi - Dodoma - Chepuka | Kilindi - Kilindi Juu - Mhiwila - Namakutu - Ngangila Chini - Ngangila Juu - Limboni A - Limboni B - Lami - Nkwela |

## Infrastruktur
- Bildung: Im Bezirk liegen 10 Grundschulen und eine weiterführende Schule.[8] Die Matiri Secondary School ist eine staatliche weiterführende Schule.[9]
- Gesundheit: In der Gemeinde Matiri gibt es ein staatliches Gesundheitszentrum[10] und eine private Apotheke, die von der römisch-katholischen Kirche geführt wird.[11] Außerdem gibt es eine staatliche Apotheke in Kilindi.[12]